# Aluminiumtriacetaat
Aluminiumtriacetaat, volgens de officiële naamgevingsregels: aluminiumacetaat, is een chemische verbinding met de molecuulformule {\displaystyle {\ce {C6H9AlO6}}}. Onder standaardomstandigheden is het een witte, wateroplosbare, vaste stof die ontleed bij ongeveer 200 °C.  Bij oplossen in water hydrolyseert het triacetaat tot een mengsel van basische, hydroxide/acetaten (aluminiummonoacetaat en aluminiumdiacetaat),. Deze verbindingen vormen een chemisch evenwicht met elkaar. De naam aluminiumacetaat wordt ook vaak voor dit mengsel gebruikt.
Aluminiumtriacetaat heeft een aantal medicinale toepassingen vanwege zijn jeukverlichtende, astringente en antiseptische eigenschappen. Als receptvrij medicament wordt het als burowwater toegepast in de behandeling van infecties van de uitwendige gehoorgang. In combinatie met aminozuren wordt burowwater gebruikt om te gorgelen in de bestrijding van aften's.  In de diergeneeskunde wordt aluminiumtriacetaat toegepast in de bestrijding van de ziekte van Mortellaro in runderen.
Net als de andere aluminiumacetaten wordt het triacetaat toegepast om verfstoffen aan textiel te laten hechten. Samen met aluminiumdiacetaat of aluminiumsulfacetaat wordt het gebruikt voor katoen en andere cellulosevezels en zijde.  Het is ook gecombineerd met ijzer(II)acetaat, waarbij verschillende kleuren ontstaan.

## Naamgeving
Volgens de regels voor de naamgeving van anorganische verbindingen van de IUPAC is de naam voor {\displaystyle {\ce {Al(CH3COO)3}}}: aluminiumacetaat, hoewel meer formele namen als aluminium(III)acetaat of aluminiumethanoaat ook acceptabel zijn.  Het gebruik van het telwoord "tri" is officieel niet noodzakelijk, maar wordt vaak wel gebruikt om mogelijke verwarring te voorkomen met een aantal verwante verbindingen waarin hydroxide ook als ligand optreedt: basisch aluminium diacetaat, {\displaystyle {\ce {Al(OH)(CH3COO)2}}}, en basuisch aluminium monoacetaat, {\displaystyle {\ce {Al(OH)2(CH3COO)}}}. Als vaste stoffen zij het drie duidelijk verschillende verbindingen, die als groep samen als aluminiumacetaat behandeld worden. In oplossing zijn de verbindingen in snel chemisch evenwicht met elkaar, dit ten gevolge van het hydrolyzeren van de hogere acetaten.  Afkortingen als AlAc, samen met varianten daarop zoals {\displaystyle {\ce {AlAc^{2+}}}} en {\displaystyle {\ce {AlAc2^{+}}}} worden in de geochemie soms gebruikt , hoewel ze niet consistent zijn met de standaard praktijk in de chemie.

## Structuur
| |  |
| Weergave van de structuur van {\displaystyle {\ce {Al(CH3COO)3}}} als ionogeen zout (links) en als covalent gebonden stof (rechts) |  |

De formule {\displaystyle {\ce {Al(CH3COO)3}}} verwijst naar de aanwezigheid van aluminium-ionen met oxidatiegetal (3+) en acetaatgroepen in de verhouding 1 : 3. Afbeeldingen om de verbinding weer te geven, zoals de twee hier rechts zijn twee zeer ver vereenvoudigde pogingen tot weergave van de structuur van de vaste stof. De linker is een puur ionogeen zout waarin een enkel aluminium(III)-kation {\displaystyle {\ce {Al^{3+}}}} omgeven wordt, en elektrostatisch gekoppeld is aan drie acetaat-anionen, {\displaystyle {\ce {CH3COO^{-}}}}. Dit kan echter niet gelezen worden als de weergave van de kristalstructuur van de verbinding:
- Zo heeft bijvoorbeeld natriumchloride, {\displaystyle {\ce {NaCl}}}, een stoichiometrie van 1 : 1, maar heeft het een kubische kristalstructuur, waarin ieder ion een octaëdrische omringen heeft van zes ionen met de tegengestelde lading.[19] De krachten die het kristal bijeenhouden zijn elektrostatisch van aard.
- De meest rechtse van de twee afbeeldingen geeft de drie acetaatgroepen weer alsof zij covalent gebonden zijn aan het metaal-ion en daarmee, in ieder geval voor de zuurstofatomen die direct aan het metaal gekoppeld zijn, een trigonale vlakke structuur vormen. Intermoleculaire krachten zijn verantwoordelijk voor het bijeenhouden van het kristal.

Het is waarschijnlijk dat in de vaste toestand er geen sprake is van een óf .. óf situatie: De structuur zal zowel ionische als covalente kenmerken vertonen en er is waarschijnlijk sprake van meerdere aluminiumionen en/of bruggende acetaat-liganden. Beide structuurelementen zijn aangetoond in oplossingen van aluminiumacetaat, en van aluminiumchloride is bekend dat het als dimeer voorkomt: {\displaystyle {\ce {Al2Cl6}}}.

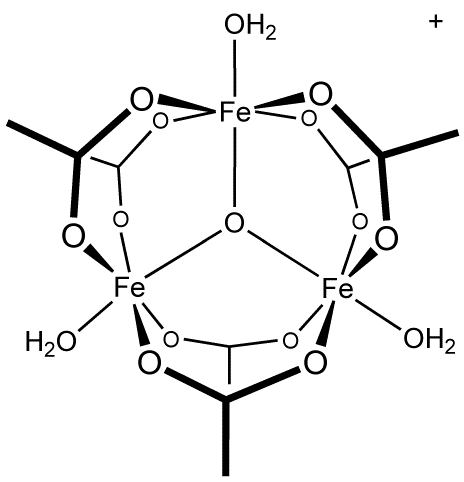
[Fe3(\mu_3- O)(CH3COO)6.(H2O)3]+, dit kation treedt op in Fe(CH3COO)3.

NMR-gegevens van waterige aluminiemacetaat-oplossingen geven aan dat aluminium voorkomt  als een hexaaquacomplex, {\displaystyle {\ce {Al(H2O)6^3+}}}, naast een aantal andere mononucleaire complexen met een andere substitutiepatroon. Daarnaast bestaat in oplossing een groot deel uit {\displaystyle {\ce {Al13}}}-complexen, een deeltje dat in een aantal (tegenstrijdige) mechanismen van hydrolyse en polymerisatie een rol speelt.
Ook van andere driewaardige kationen is bekend dat ze makkelijk polynucleaire deeltjes vormen: een voorbeeld daarvan is ijzer(III)acetaat (zie hiernaast) dat een trinucleaire structuur heeft met een drievoudig bruggend zuurstofatoom in het midden. waarin het kation {\displaystyle {\ce {[Fe3(\mu_3- O)(CH3COO)6.(H2O)3]+}}} voorkomt. De stof chroom(III)acetaathydroxide, {\displaystyle {\ce {Cr3(OH)2(OAc)7}}} is als isostructureel beschreven. Analoge verbindingen zijn beschreven voor ruthenium(III), vanadium(III), rodium(III) en iridium(III).  Van koper(II)acetaat en chroom(II)acetaat zijn dinucleaire structuren, {\displaystyle {\ce {M2(OAc)4(H2O)2}}} bekend, evenals van rodium(II)acetaat; in elk van deze stoffen is een sterke metaal-metaal-interactie aanwezig.

## Chemie

### Synthese
Aluminiumtriacetaat is een witte, wateroplosbare vaste stof die gewoonlijk gesynthetiseerd wordt op basis van aluminiumchloride of direct uit aluminium door dit te verhitten in azijnzuur en azijnzuuranhydride.
{\displaystyle {\ce {3CH3COOH\ +\ AlCl3\ ->\ Al(CH3CO2)3\ +\ 3HCl}}}
{\displaystyle {\ce {6 CH3COOH \ + \ 2 Al \ -> \  2 Al(CH3CO2)3 \ + \ 3 H2}}}
Theoretisch kunnen alle aluminiumacetaten bereid worden uit aluminiumhydroxide of natriumaluminaat en azijnzuur, maar de vorming van het triacetaat treedt alleen op in afwezigheid van water. In oplossingen is het diacetaat het voornaamste product, dat ook ontstaat als aluminiumchloride en natriumacetaat in een basische waterige oplossing met elkaar reageren.  De reactievergelijkingen voor deze processen zijn:
{\displaystyle {\ce {2CH3COONa\ +\ Al(OH)3\ ->\ Al(OH)(CH3COO)2\ +\ 2NaOH}}}
{\displaystyle {\ce {2CH3COONa\ +\ AlCl3\ +\ NaOH\ ->\ Al(OH)(CH3COO)2\ +\ 3NaCl}}}
{\displaystyle {\ce {2CH3COONa\ +\ NaAlO2\ +\ 2H2O\ ->\ Al(OH)(CH3COO)2\ +\ 3NaOH}}}
Voor een verbeterd proces op basis van aluminiumchloride en natriumaluminaat waarbij het natriumacetaat in situ bereid wordt is patent aangevraagd:
{\displaystyle {\ce {29 NaAlO2 \ + \ 10 NaOH \ + \ 84 CH3COOH \ + \ 13AlCl3 \ -> \ 42 Al(CH3CO2)2OH \ + \ 39 NaCl \ + \ 26 H2O}}}
Als hechtingsmiddelen voor kleurstoffen aan textiel wordt aluminiumtriacetaat en aluminiumsulfacetaat, dat bereid op basis van aluminiumsulfaat. Het uiteindelijke product wordt bepaald door de gebruikte hoeveelheid lood(II)acetaat:
{\displaystyle {\ce {Al2(SO4)3 \ + \ 3 Pb(CH3COO)2 \ -> \ 2 Al(CH3COO)3 \ + \ 3 PbSO4}}}
{\displaystyle {\ce {Al2(SO4)3\ +\ 2Pb(CH3COO)2\ ->\ Al2(SO)4(CH3COO)4\ +\ 2PbSO4}}}

### Ontleding
Boven 200 °C ontleedt aluminiumtriacetaat op een manier die vergeleken kan worden met die van aluminiumformiaat. De ontleding begint met het verlies van azijnzuuranhydride ({\displaystyle {\ce {Ac2O}}}) tussen 120 en 140 °C waarbij een mengsel ontstaat van basische oxides en acetaten zoals bijvoorvoorbeeld {\displaystyle {\ce {Al2O(CH3CO2)4}}} en {\displaystyle {\ce {Al3O(CH3CO2)7}}}, die uiteindelijk worden omgezet in {\displaystyle {\ce {Al2O3}}} (alumina), eerst als een amorfe, watervrije vaste stof die via een aantal verschillende vaste kristallijne fases (γ, δ, en θ) overgaat in polymorf α-{\displaystyle {\ce {Al2O3}}}:
{\displaystyle {\ce {2Al(CH3COO)3\ ->\ Al2O(CH3COO)4\ +\ (CH3CO)2O\ ->\ Al2O3\ +\ (CH3CO)2O}}}
{\displaystyle {\ce {2Al(OH)(CH3COO)2\ ->\ Al2O3\ +\ 2CH3COOH\ +\ (CH3CO)2O}}}

### Hydrolyse
Aluminiumtriacetaat hydrolyseert waarbij zowel het mono- als het dibasische hydroxideacetaat ontstaan. Dit vindt zowel plaats in oplossingen als door het hygroscopisch vocht opnemen uit de lucht:
{\displaystyle {\ce {Al(CH3COO)3\ +\ H2O\ ->\ Al(OH)(CH3COO)2\ +\ CH3COOH}}}
{\displaystyle {\ce {Al(CH3COO)3\ +\ 2H2O\ ->\ Al(OH)2(CH3COO)\ +\ 2CH3COOH}}}

## Toepassingen
De alumininiumacetaten worden bij mensen toegepast als lokaal antisepticum, waarbij het bovendien werkt als astringent.  De werking als astringent wordt ook toegepast bij de behandeling van de ziekte van Mortellaro in runderen.  Aluminiumacetaten bevorderen de genezing van geïnfecteerde huid en hebben een positief effect bij de behandeling van jeuk, ontstekingen en insectensteken.  De Amerikaanse Food and Drug Administration heeft de toepassing goedgekeurd als "tijdelijk verlichting biedend medicijn voor kleinere huidaandoeningen ten gevolge van ... gifsumak, insectenbeten,  zwemmerseczeem of 'irritaties ontstaan door contact met zeep, detergentia, cosmetica of sieraden'"  Voor deze receptvrije toepssingen wordt vaak Burowwater gebruikt, verdunde vormen daarvan worden gebruikt om te gorgelenter bestrijding van aften.  De grootste toepassing van Burowwater is de behandeling van ontstekingen van de uitwendige gehoorgang inclusief otomycosis, hoewel het voor schimmelinfecties minder effectief is dan clotrimazol in de behandeling van schimmelinfecties. Plaatseijkwerkend astringent poeder Domeboro bevat aluminiumsulfaattetradecahydraat, {\displaystyle {\ce {Al2(SO4)3.14H2O}}}, en calciumacetaatmonohydraat, {\displaystyle {\ce {Ca(CH3COO)2.H2O}}}. Als het poeder vochtig wordt of wordt opgelost vormt het Burowwater. Oplossingen van het poeder in warm water kunnen gebruikt worden bij de behandeling van ingegroeide nagels, zowel irritatie als eventuele infecties worden bestreden.

### Hechting voor textielverf, mordant

Kiel en Heertjes' structuur voor het anion van Ca[Al(H2O)(OH)Az2].2H2O, dat gevormd wordt door alizarine met een aluminium-houdend hechtingsmiddel

Om textielverf goed aan de stof te koppelen zodat een wasechte kleur ontstaat, wordt gebruik gemaakt van speciale hechtingsmiddelen, ook mordant genaamd. Een mordant vormt meestal een geladen complex met de kleurstof, die vervolgens aan de stof hecht.  Een mordant bevat doorgaans een meerwaardig metaal-ion, vaak aluminium of ijzer, zoals bij de mengsels met aluminiumacetaat of aluminiumsufacetaat. Mordanten op basis van aluminiumtriacetaat worden gebruikt in combinatie met katoen en andere op cellulose gebaseerde vezels, en zijde. Combinatie met ijzer(II)acetaat is ook mogelijk,maar daarbij ontstaan andere kleuren.

De structuur die Wunderlich en Bergerhoff toekennen aan het complex van alizarine met een op aluminium gebaseerde mordant: CaAz2Al(\mu-OH)2AlAz2Ca

In het geval van de kleurstof alizarine (1,2-dihydroxyantrachinon, {\displaystyle {\ce {H2Az}}}, werd in 1965 door Kiel en Heertjes aangenomen dat het dianion van alizarine  een vijfvoudig coördinatiecomplex met aluminium(III) vormt, {\displaystyle {\ce {CaAl(OH)Az2}}}, dat door opname van water overgaat in een zesvoudig gecoördineerd di-anion, {\displaystyle {\ce {Ca[Al(H2O)(OH)Az2].H2O}}}. De structuurtoekenning was gebaseerd op infraroodspectroscopie. In 1994 kwam van Wunderlich en Bergerhoff een tweede voorstel voor de structuur. In dit structuurvoorstel werd gebruik gemaakt van 27Al-NMR en electrospray ionisatie. Zij gaven een structuur aan met twee aluminium-atomen , beide door twee alizarine-moleculen gecomplexeerd die via bruggende waterligeanden aan elkaar gekoppeld waren, {\displaystyle {\ce {Az2Al(\mu-OH)2AlAz2^4-}}}.  Het marte van hydratatie was afhankelijk van het tegen-ion: met natrium werd een stabieltetrahydraat gevormd, kalium gaf aanleiding tot het monohydraat. De verschillende hydraten gaven aanleiding tot een verschill in chemisch verschuiving in het 27Al-NMR, wat aangeeft dat de watermoleculen of gekoppeld zijn aan de aluminium-ionen, of aan de alizarine-moleculen. Zij hebben een effect dat niet in overeenstemming is met "gewone" hydraterende watermaleculen.
Een aan de laatste structuur verwant voorstel kwam in 1996 van Soubayrol et al, waarin de alizarine-moleculen niet alleen door aluminium, maar ook daar complexatie aan calcium met elkaar gekoppeld waren. De bruggen tussen de aluminium-ionen kunnen dan geschreven worden als {\displaystyle {\ce {AzCaAz}}} terwijl ook de bruggen door de watermoleculen overgenomen worden uit het voorstel van Wunderlich en Bergerhoff. De aluminium-ionen zijn gekoppeld aan de gedeprotoneerde fenol-resten van de kleurstof: in het model van Soubayrol is elk alizarinemolecuul gekoppeld aan één aluminium-ion.  Over de structuur van de aan textiel gehechte kleurstof wordt in geen van de modellen een uitspraak gedaan.